# Kador Sándor
Kador Sándor, Fuchs (Buda, 1859. április 11. – Budapest, 1913. szeptember 8.) képviselőházi terembiztos, lapszerkesztő.

## Élete
Atyja, Fuchs Sándor királyi ítélőtáblai igazgató halála előtt kevéssel (1882) változtatta nevét Kadorra. Iskoláit Budapesten és Nagyváradon végezte; előbb az orvosi pályára készült, 1881. októberben azonban a hivatalnoki pályára lépett és a királyi ítélőtáblán irodatiszt lett; a paulai Szent Vince-egyesület titkári állását is elnyerte Cziráky János elnöksége alatt. Öt évig a Leégh-féle leánynevelő intézetben és a Szerelemhegyi tanítónőképzőjében tanároskodott, majd a képviselőház teremőre volt.
Irodalmi működését a Magyar Államnál kezdte 1880. áprilisban pedagógiai cikkekkel és azontúl több vidéki lapnak dolgozott. 1882. novembertől 1883. októberig az Összetartás főmunkatársa volt.
Szerkesztette s kiadta a Korunk című lapot 1884. áprilistól 1885. áprilisig, a Család és Iskolát pedig 1886. februártól Wolafka Nándorral, júliustól egyedül szerkesztette. 1886. október 7-én előfizetési felhívást bocsátott ki: Társadalmi árnyképek c. munkájára. Felolvasásokat tartott az iparosok körében, a kereskedő ifjak társulatában, a budai körben, a budai katolikus legényegyletben, Óbudán.

## Álnevei és jegyei
Alapfi, Cseörgheő, Sk., Dr. K. S., W. (a Bazárban, Veszprémi Közlönyben, Összetartásban, Pesti Naplóban, Magyar Államban, Religioban, Korunkban, Család és Iskolában, Salzburger Zeitungban sat).